# Sageretia cordifolia
Sageretia cordifolia är en brakvedsväxtart som beskrevs av Tardieu. Sageretia cordifolia ingår i släktet Sageretia och familjen brakvedsväxter. Inga underarter finns listade i Catalogue of Life.